# Abanycha pectoralis
Abanycha pectoralis är en skalbaggsart som beskrevs av Martins och Maria Helena M. Galileo 2004. Abanycha pectoralis ingår i släktet Abanycha och familjen långhorningar.
Artens utbredningsområde är Costa Rica. Inga underarter finns listade i Catalogue of Life.